# جوزيف كاميرون ألستون
جوزيف كاميرون ألستون (بالإنجليزية: Joseph Cameron Alston)‏ هو لاعب كرة الريشة أمريكي، ولد في 20 ديسمبر 1926 في سان دييغو في الولايات المتحدة، وتوفي في 16 أبريل 2008.